# Jeffrey Burton Russell
Jeffrey Burton Russell (California, 1 de agosto de 1934 - 12 de abril de 2023) fue un catedrático, historiador y estudioso de la religión estadounidense, conocido por sus estudios acerca de historia de algunos conceptos y temas cristianos como el cielo, el diablo y la brujería.
Graduado por la Universidad de California en Berkeley en 1955, obtuvo el grado de Doctor en Filosofía (PhD) de la Universidad de Emory en 1960. Fue profesor emérito de historia en la Universidad de California en Santa Bárbara (UCSB). También realizó estudios de historia y religión en Berkeley, Riverside, Harvard, Nuevo México y Notre Dame.

## Obras
Su obra más conocida es una tetralogía sobre el diablo, formada por los volúmenes The Devil: Perceptions of Evil from Antiquity to Primitive Christianity (1977), Satan: The Early Christian Tradition (1981), Lucifer: The Devil in the Middle Ages (1984) y Mephistopheles: The Devil in the Modern World (1986). Como colofón a la serie, en 1988 publicó The Prince of Darkness: Evil and the Power of Good of History, que resume en un solo volumen la historia del diablo desde la antigüedad hasta nuestros días. 
Russell aplicó el mismo método de estudio diacrónico a las tradiciones sobre el cielo, que ha abordado en dos volúmenes: A History of Heaven (1997), que llega hasta la Edad Media, y Paradise Mislaid: How We Lost Heaven and How We Can Regain It (2007), que prosigue el estudio hasta la actualidad.
Su ensayo sobre la brujería A History of Witchcraft: Sorcerers, Heretics, Pagans, publicado en 1980, se considera una referencia obligada en los estudios de este fenómeno. Ya había publicado, en 1972, Witchcraft in the Middle Ages.
En otra de sus obras destacadas, Inventing the Flat Earth: Columbus and Modern Historians (1991), sostiene que, contra lo que muchos siguen creyendo, las personas cultas de la Edad Media no pensaban que la tierra era plana. Russell rastrea el origen de esta falsedad en algunos autores del siglo XIX, como Washington Irving. 
Es también autor de  Exposing Myths About Christianity (2012).
Russell ha publicado también una gran cantidad de artículos, centrados en su mayoría en la historia de la Europa medieval y la historia de la teología.

## Obras en español
- Russell, Jeffrey Burton (1995). El diablo: concepciones del mal, desde la antigüedad al cristianismo primitivo (1ª edición). Laertes. ISBN 978-84-7584-265-3.

- Russell, Jeffrey Burton (1995). Lucifer. El diablo en la Edad Media (1ª edición). Laertes. ISBN 978-84-7584-281-3.

- Russell, Jeffrey Burton (1996). El príncipe de las tinieblas. El poder del mal y del bien en la historia (4ª edición). Andrés Bello. ISBN 9561312409.

- Russell, Jeffrey Burton (1998). Historia de la brujería: hechiceros, herejes y paganos (1ª edición). Laertes. ISBN 978-84-493-0630-3.

- Russell, Jeffrey Burton (1986). Satanás. La primitiva tradición cristiana (1ª edición). Fondo de cultura económica. ISBN 968-16-2196-4.